# UKS PCM Kościerzyna
UKS PCM Kościerzyna – polski żeński klub piłki ręcznej, występujący od 2015 w Superlidze. Mecze domowe rozgrywa w Kościerzynie i Wielkim Klinczu.

## Historia
W latach 2006–2008 i w sezonie 2009/2010 UKS PCM Kościerzyna występował w I lidze, plasując się w dolnej części tabeli. W latach 2011–2015 ponownie rywalizował w I lidze, tym razem należąc do jej najlepszych zespołów i każdorazowo zajmując miejsce na podium. W sezonie 2011/2012 UKS PCM zajął 3. miejsce w grupie A, natomiast w kolejnych trzech sezonach kończył zmagania na 2. pozycji, dzięki której przystępował następnie do gry w barażach o awans do Superligi. W sezonie 2012/2013 kościerski zespół zmierzył się w barażu z Ruchem Chorzów – w pierwszym meczu przegrał 22:29, do rewanżu zaś nie przystąpił (wynik został więc zweryfikowany jako walkower dla chorzowianek). W sezonie 2013/2014 kościerska drużyna przegrała w barażu z SPR-em Olkusz (20:30 i 20:29). W sezonie 2014/2015 kościerskie szczypiornistki zmierzyły się w barażu z Samborem Tczew. W pierwszym meczu, który został rozegrany 17 maja 2015, zwyciężyły 21:15, a najskuteczniejszą zawodniczką UKS-u była Paulina Wasak, która zdobyła sześć bramek. W rewanżu, rozegranym w Tczewie 20 maja 2015, 15:14 wygrał UKS PCM Kościerzyna i to on awansował do Superligi.
W Superlidze UKS PCM Kościerzyna zadebiutował 5 września 2015, przegrywając na wyjeździe 19:29 z Pogonią Szczecin. Pierwsze zwycięstwo w najwyższej klasie rozgrywkowej odniósł 17 października 2015, pokonując u siebie 24:23 Olimpię-Beskid Nowy Sącz. Sezon zasadniczy zakończył na przedostatnim 11. miejscu w tabeli z dorobkiem sześciu punktów (trzy zwycięstwa, 19 porażek). W rywalizacji o pozycje 9–12 kościerski zespół wygrał trzy z sześciu meczów, kończąc ostatecznie zmagania w debiutanckim sezonie 2015/2016 na 10. miejscu. Najskuteczniejszą zawodniczką UKS-u była skrzydłowa Adrianna Górna, która zdobyła 144 bramki i zajęła 9. miejsce w klasyfikacji najlepszych strzelczyń ligi. W rundzie zasadniczej sezonu 2016/2017 UKS PCM Kościerzyna wygrał trzy mecze, dwa zremisował i 17 przegrał. Z dorobkiem ośmiu punktów przystąpił do rywalizacji w kolejnej fazie, w której odniósł sześć zwycięstw (pokonał m.in. w kończącym sezon meczu wyżej notowaną Piotrcovię Piotrków Trybunalski 29:26) i zanotował cztery porażki. W 32 meczach uzyskał łącznie 20 punktów i zakończył rozgrywki na 10. miejscu w tabeli. Zawodniczka kościerskiej drużyny, Justyna Belter, która zdobyła 193 gole, zajęła 2. miejsce w klasyfikacji najlepszych strzelczyń Superligi.

## Osiągnięcia
- Superliga:
  - 10. miejsce: 2015/2016, 2016/2017

- I liga:
  - 2. miejsce: 2012/2013, 2013/2014, 2014/2015
  - 3. miejsce: 2011/2012 (grupa A)

## Kadra w sezonie 20172018
Opracowano na podstawie materiału źródłowego.
| Bramkarki - 12. Agnieszka Liskowska - 16. Agnieszka Kordunowska-Lupa Rozgrywające - 9. Sylwia Kowalska - 13. Magdalena Ziółkowska - 17. Malwina Hartman - 20. Joanna Gędłek - 24. Patrycja Wójcik - 30. Karolina Grulkowska - 91. Magda Krajewska | Skrzydłowe - 5. Karolina Mokrzka - 10. Weronika Sus - 11. Justyna Belter - 18. Julia Siuda - 22. Natalia Rogożeńska Obrotowe - 8. Michalina Wąsik - 14. Agnieszka Białek - 27. Dorota Lubiejewska - 99. Ilona Chmara |

## Bilans występów
| Sezon     | Liga           | Miejsce   | M   | W  | R | P  | Bramki    | Źródło |
| --------- | -------------- | --------- | --- | -- | - | -- | --------- | ------ |
| 2006/2007 | I liga         | 10.       | 20  | 4  | 1 | 15 | 453–609   | [ 1 ]  |
| 2007/2008 | I liga         | 10.       | 22  | 4  | 3 | 15 | 560–659   | [ 1 ]  |
|           |                |           |     |    |   |    |           | [ 1 ]  |
| 2009/2010 | I liga (gr. A) | 8.        | 20  | 4  | 0 | 16 | 538–652   | [ 1 ]  |
|           |                |           |     |    |   |    |           | [ 1 ]  |
| 2011/2012 | I liga (gr. A) | 3.        | 18  | 8  | 1 | 9  | 465–477   | [ 1 ]  |
| 2012/2013 | I liga         | 2.        | 18  | 14 | 1 | 3  | 519–448   | [ 1 ]  |
| 2013/2014 | I liga         | 2.        | 22  | 16 | 0 | 6  | 600–501   | [ 1 ]  |
| 2014/2015 | I liga         | 2.        | 22  | 18 | 1 | 3  | 601–485   | [ 1 ]  |
|           |                |           |     |    |   |    |           | [ 1 ]  |
| 2015/2016 | Superliga      | 10.       | 28  | 6  | 0 | 22 | 669–811   | [ 1 ]  |
| 2016/2017 | Superliga      | 10.       | 32  | 9  | 2 | 21 | 749–905   | [ 1 ]  |
| 2017/2018 | Superliga      |           |     |    |   |    |           | [ 1 ]  |
| Superliga | Superliga      | Superliga | 60  | 15 | 2 | 43 | 1418–1716 | –      |
| I liga    | I liga         | I liga    | 142 | 68 | 7 | 67 | 3736–3831 | –      |